# Erick Ruano
Erick Rogelio Ruano Barrera (Guatemala, 15 de junio de 1988) es un artista marcial mixto guatemalteco que compite en las divisiones de peso gallo y peso pluma.

## Carrera de artes marciales mixtas

### Carrera temprana
Ruano inició su carrera de MMA profesional en mayo de 2012, y durante los siguientes seis años, ha cosechado una marca de 16 victorias consecutivas en distintas promociones de Guatemala, Costa Rica y Panamá.

### LUX Fight League
En 2018, Ruano arribó a México para competir en la (entonces naciente) LUX Fight League. Se enfrentó a Diego Illescas el 5 de octubre de ese año en el evento LUX 003, ganando la pelea por decisión unánime.
El 15 de marzo de 2019, Ruano se enfrentó a Marco Beltrán en una pelea por el inaugural Campeonato de Peso Gallo de LUX en LUX 004.  Sin embargo, no pudo conseguir el título tras ser noqueado por Beltrán en el cuarto asalto, lo que a su vez marcó la primera derrota de su carrera en medio de una controversia por el resultado.

### Budo Sento Championship
Ruano hizo su debut en Budo Sento Championship el 3 de julio de 2021 en BSC 3 ante Adonilton Matos en la coestelar, ganando la pelea por decisión unánime.
Ruano se enfrentó a Jordi Maya por el Campeonato Interino de Peso Gallo de BSC el 22 de septiembre de 2023 en BSC 17. Perdió la pelea por decisión unánime.

## Récord de artes marciales mixtas
| Récord profesional | Récord profesional | Récord profesional |
| 27 peleas          | 20 victorias       | 7 derrotas         |
| ------------------ | ------------------ | ------------------ |
| Nocaut             | 7                  | 3                  |
| Sumisión           | 3                  | 0                  |
| Decisión           | 10                 | 4                  |

| Resultado | Récord | Oponente               | Método                      | Evento                                | Fecha                    | Ronda | Tiempo | Localización        | Notas                                            |
| --------- | ------ | ---------------------- | --------------------------- | ------------------------------------- | ------------------------ | ----- | ------ | ------------------- | ------------------------------------------------ |
| Derrota   | 20–7   | David Nascimento       | Decisión (unánime)          | BSC 27                                | 14 de febrero de 2025    | 3     | 5:00   | Ciudad de México    |                                                  |
| Derrota   | 20–6   | Sakhi Qambari          | Decisión (unánime)          | Allstars Fight Night 8                | 19 de octubre de 2024    | 3     | 5:00   | Estocolmo           |                                                  |
| Derrota   | 20–5   | Omar Botello           | Decisión (unánime)          | BSC 20                                | 23 de febrero de 2024    | 3     | 5:00   | Ciudad de México    |                                                  |
| Derrota   | 20–4   | Jordi Maya             | Decisión (unánime)          | BSC 17                                | 22 de septiembre de 2023 | 3     | 5:00   | Ciudad de México    | Por el Campeonato Interino de Peso Gallo de BSC. |
| Victoria  | 20–3   | Antonio Rodríguez      | Decisión (dividida)         | BSC 14                                | 21 de abril de 2023      | 3     | 5:00   | Ciudad de México    |                                                  |
| Derrota   | 19–3   | Víctor Madrigal        | TKO (golpes)                | BSC 6                                 | 4 de marzo de 2022       | 1     | 4:59   | Ciudad de México    |                                                  |
| Victoria  | 19–2   | Adonilton Matos        | Decisión (unánime)          | BSC 3                                 | 3 de julio de 2021       | 3     | 5:00   | Ciudad de México    |                                                  |
| Derrota   | 18–2   | Cristian Quiñónez      | TKO (golpes)                | UWC México 24                         | 13 de noviembre de 2020  | 1     | 4:58   | Tijuana             |                                                  |
| Victoria  | 18–1   | Manuel Guzmán          | Sumisión (kneebar)          | UCC 47: Ruano vs. Guzman              | 7 de septiembre de 2019  | 1     | 1:38   | Ciudad de Guatemala |                                                  |
| Victoria  | 17–1   | Oscar Merchan          | TKO (paro médico)           | UCC 46: Merchan vs. Ruano             | 19 de julio de 2019      | 2     | 2:00   | Ciudad de Panamá    |                                                  |
| Derrota   | 16–1   | Marco Beltrán          | Decisión (unánime)          | LUX 004                               | 15 de marzo de 2019      | 4     | 4:23   | Ciudad de México    | Por el Campeonato de Peso Gallo de LUX.          |
| Victoria  | 16–0   | Diego Illescas         | Decisión (unánime)          | LUX 003                               | 5 de octubre de 2018     | 3     | 5:00   | Ciudad de México    |                                                  |
| Victoria  | 15–0   | Benjamin Jiron Molina  | TKO (golpes)                | CRF 27                                | 24 de febrero de 2018    | 1     | 4:25   | Ciudad de Guatemala |                                                  |
| Victoria  | 14–0   | Javier Alvárez         | TKO                         | CRF 24                                | 23 de septiembre de 2017 | 3     | 3:40   | San Salvador        |                                                  |
| Victoria  | 13–0   | Jorge García Urbina    | Decisión (unánime)          | Panama Fight League: UCC 32           | 19 de noviembre de 2016  | 3     | 5:00   | Tegucigalpa         |                                                  |
| Victoria  | 12–0   | Mauricio Cubillo       | Decisión (unánime)          | CRF 20                                | 30 de octubre de 2016    | 3     | 5:00   | San José            |                                                  |
| Victoria  | 11–0   | José Rivera            | Sumisión (rear-naked choke) | Panama Fight League: UCC 30           | 23 de julio de 2016      | 3     | 4:59   | Ciudad de Guatemala |                                                  |
| Victoria  | 10–0   | Esdo de Paz            | Decisión (unánime)          | Liga Xtreme MMA 12                    | 12 de diciembre de 2012  | 5     | 5:00   | Ciudad de Guatemala |                                                  |
| Victoria  | 9–0    | Jonathan Sazo          | Decisión (unánime)          | Liga Xtreme MMA 9                     | 6 de junio de 2015       | 3     | 3:00   | Ciudad de Guatemala |                                                  |
| Victoria  | 8–0    | Ernesto Stalin         | Decisión (unánime)          | Maximum Cage Fighting                 | 29 de abril de 2015      | 3     | 5:00   | Aguascalientes      |                                                  |
| Victoria  | 7–0    | Boris Alexander Funez  | TKO (golpes)                | Luna Productions: Moon Fight Night 22 | 18 de febrero de 2015    | 2     | 2:36   | Tegucigalpa         |                                                  |
| Victoria  | 6–0    | Carlos Orlando Belloso | Decisión (unánime)          | Luna Productions: Moon Fight Night 20 | 9 de agosto de 2014      | 3     | 5:00   | Tegucigalpa         |                                                  |
| Victoria  | 5–0    | Roger Melgar           | TKO                         | BlacKOut Club                         | 1 de marzo de 2014       | 2     | 3:15   | Ciudad de Guatemala |                                                  |
| Victoria  | 4–0    | Manolo de León         | TKO (golpes)                | Batalla en Villa Nueva                | 18 de mayo de 2013       | 2     | 0:43   | Villa Nueva         |                                                  |
| Victoria  | 3–0    | Byron Lutin            | Sumisión (armbar)           | BlacKOut Club                         | 16 de marzo de 2013      | 1     | 2:35   | Ciudad de Guatemala |                                                  |
| Victoria  | 2–0    | Robert Batres Avíles   | TKO (golpes)                | BlacKOut Club                         | 18 de diciembre de 2012  | 1     | 3:00   | Ciudad de Guatemala |                                                  |
| Victoria  | 1–0    | Elmer Salguero         | Decisión (unánime)          | BlacKOut Club                         | 8 de mayo de 2012        | 3     | 5:00   | Ciudad de Guatemala |                                                  |